# رولان دو مکنم
رولان دو مکنم باستان‌شناس معروف فرانسوی است که در تاریخ۲۰ اوت ۱۸۷۷ در اورلئان به دنیا آمد و در سال ۱۹۵۷ از دنیا رفت.
او از سال ۱۹۰۳ تا ۱۹۳۹ مسئول کاوش‌های شهر شوش واقع در استان خوزستان ایران بود.

## نگارخانه

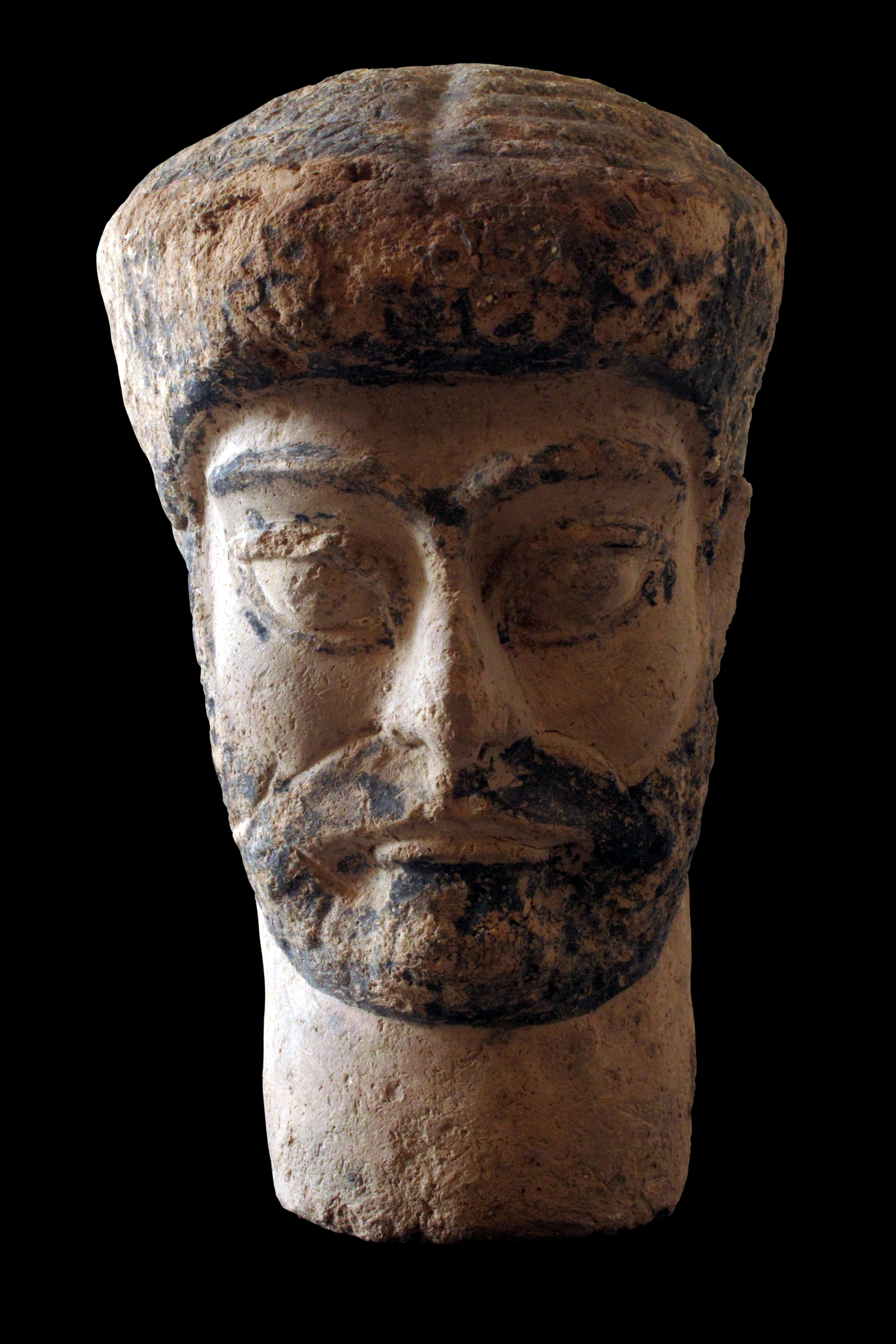
مجسمه پرتره مرد (۱۵۰۰ سال قبل از میلاد J.-C.) یافت شده در شوش در سال ۱۹۲۶ (واقع در موزه لوور)
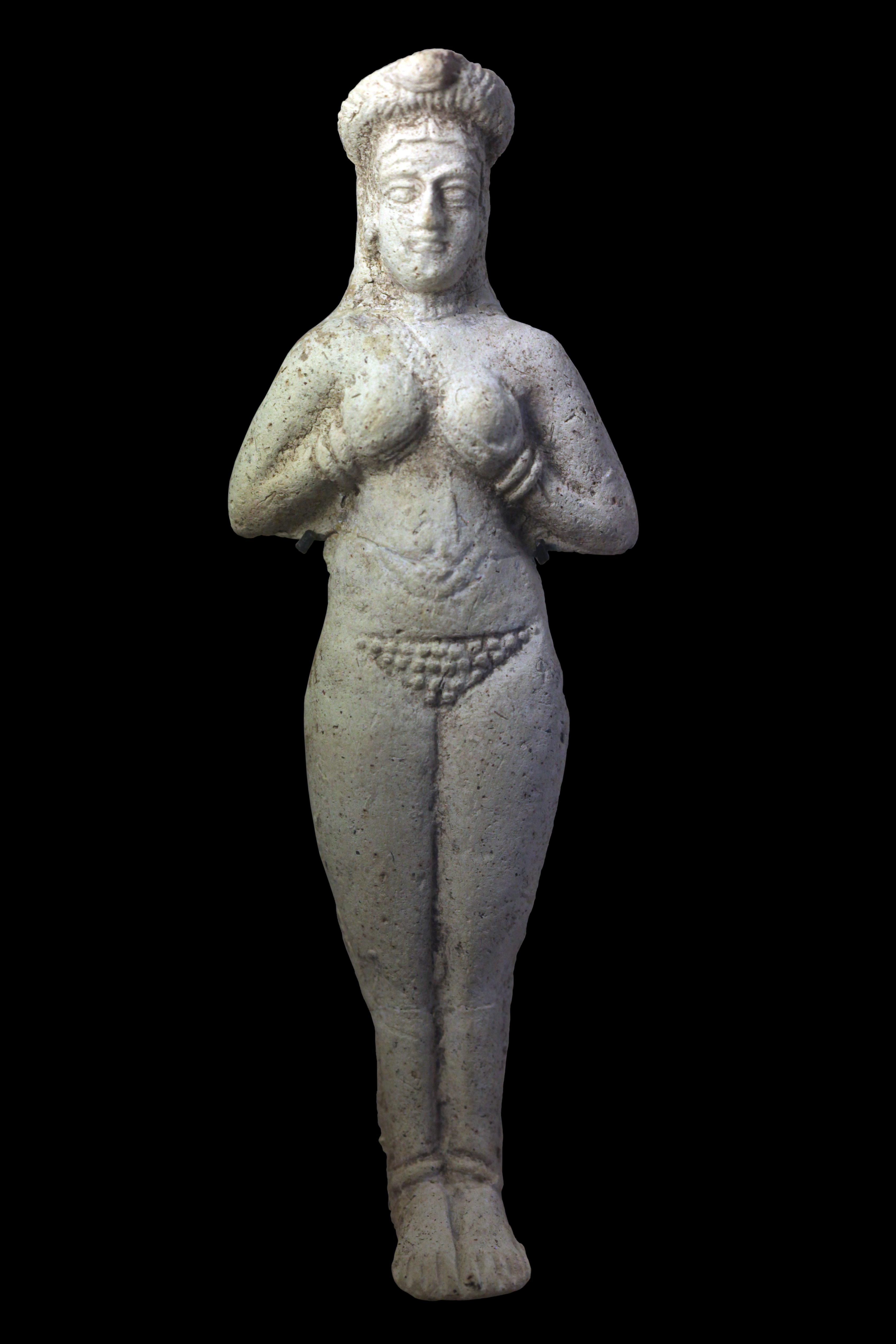
مجسمه زن (۱۳۰۰-۱۱۰۰ میلاد J.-C.), یافت شده در شوش توسط دو مکنم (واقع در موزه لوور)